# ای‌ام‌سی گرملین
ای‌ام‌سی گرملین(به انگلیسی: AMC Gremlin) یک خودرو است که در سال‌های ۱۹۷۰ تا ۱۹۷۸در ایالات متحده آمریکا، کانادا، مکزیکو سیتی، مکزیک، تولید شده‌است.طول آن در حالت طبیعی ۱۶۱٫۳ اینچ (۴٬۰۹۷ میلیمتر)، عرض آن در حالت طبیعی ۷۰٫۶ اینچ (۱٬۷۹۳ میلیمتر)، ارتفاع آن در حالت طبیعی ۵۱٫۸ اینچ (۱٬۳۱۶ میلیمتر)، وزن آن در حالت طبیعی ۲٬۶۳۳ پوند (۱٬۱۹۴ کیلوگرم)}}، است.سیستم گیربکس آن ۳، دنده به دو صورت خودکار و دستیاست.